# Amt Nohfelden (Pfalz-Zweibrücken)
Das Amt Nohfelden war ein von Mitte des 15. Jahrhunderts bis 1794 bestehender Verwaltungs- und Gerichtsbezirk von Pfalz-Zweibrücken. 

## Geschichte
1345 hatten die Grafen von Veldenz die Hälfte der Burg Veldenz und der dazugehörigen Herrschaft erworben. 1476 erwarb Zweibrücken (als Erbe von Veldenz) die zweite Hälfte. Burg Veldenz war Sitz des Zweibrücker Amtmanns und Kern des Amtes Nohfelden. Am 24. Februar 1480 erwarb Herzog Alexander die Pflege Achtelsbach von Henrich Vogt von Hunoldstein und ordnete die erworbenen Orte dem Amt Nohfelden zu.
Nach der Besetzung und späteren Annexion des linken Rheinufers in den französischen Revolutionskriegen (1794) endete die zweibrückische Herrschaft. Das Amt wurde aufgehoben und sein Gebiet Teil des Kantons Baumholder. 1815 kam das Gebiet zum Fürstentum Birkenfeld. Dort entstand erneut ein Amt Nohfelden mit leicht erweitertem Sprengel.

## Umfang
Am Ende gehörten folgende Orte zum Amt:
- Heirstein
- Asweiler
- Eitzweiler
- Mosberg
- Steinberg-Deckenhardt
- Wollhausen
- Scharzhof
- Holzhausen
- Wolfersweiler
- Gumbsweiler
- Nohfelden
- Ellweiler
- Dernbach
- Traunen
- Meckenbach
- Achtelsbach
- Neuhof
- Eisen (von Baden an Zweibrücken abgetreten)
- Haupenthal
- Eckelhausen
- Gonnesweiler (Dominium utile von den Herren von Schwarzenberg)
- Neunkirchen (Dominium utile von den Herren von Schwarzenberg)
- Sellbach (Dominium utile von den Herren von Schwarzenberg)
- Imsbach (Dominium utile von den Herren von Schwarzenberg)